# Janusz Hooker
Janusz Hooker, né le 28 septembre 1969 à Sydney, est un rameur d'aviron australien. 

## Carrière
Janusz Hooker a participé aux Jeux olympiques de 1996 à Atlanta. Il a remporté la médaille de bronze  avec le quatre de couple australien composé de Ronald Snook, Bo Hanson et Duncan Free.